# ماهی خال‌مخالی اسپانیایی اطلس
ماهی خال‌مخالی اسپانیایی اطلس (نام علمی: Scomberomorus maculatus) نام یک گونه از تبار ماهی خال‌خالی اسپانیایی است.